# سیلویا لولین دیویس
سیلویا لولین دیویس (انگلیسی: Sylvia Llewelyn Davies؛ ۲۵ نوامبر ۱۸۶۶ – ۲۷ اوت ۱۹۱۰) مادر پسرانی بود که الهام بخش داستانهای پیتر پن نوشتهٔ جیمز بری بودند. او دختر کاریکاتوریست و نویسنده جورج دو موریر و همسرش اما وایتویک، خواهر بزرگتر بازیگر جرالد دو موریر، خاله رمان نویسان آنجلا و دافنه دوموریه و نوه بزرگ ماری آن کلارک، معشوقه سلطنتی پرنس فردریک، دوک یورک و آلبانی بود.
او توسط آن بل در مینی سریال پسرهای گم‌شده (۱۹۷۸) و کیت وینسلت در فیلم در جستجوی ناکجاآباد (۲۰۰۴) به تصویر کشیده شد. وینسلت برای بازی خود نامزد دریافت جوایز فیلم بفتا و جایزه فیلم به انتخاب منتقدان شد. وی همچنین در صحنه اقتباسی موسیقی سال ۲۰۱۰ فیلم توسط رزالی کریگ، لورا میشل کلی و کریستین دویر به تصویر کشیده شد.